# Монцинген
Монцинген (нем. Monzingen) — община в Германии, в земле Рейнланд-Пфальц. 
Входит в состав района Бад-Кройцнах. Подчиняется управлению Бад Зобернхайм.  Население составляет 1660 человек (на 31 декабря 2010 года). Занимает площадь 12,18 км².

## Фотографии

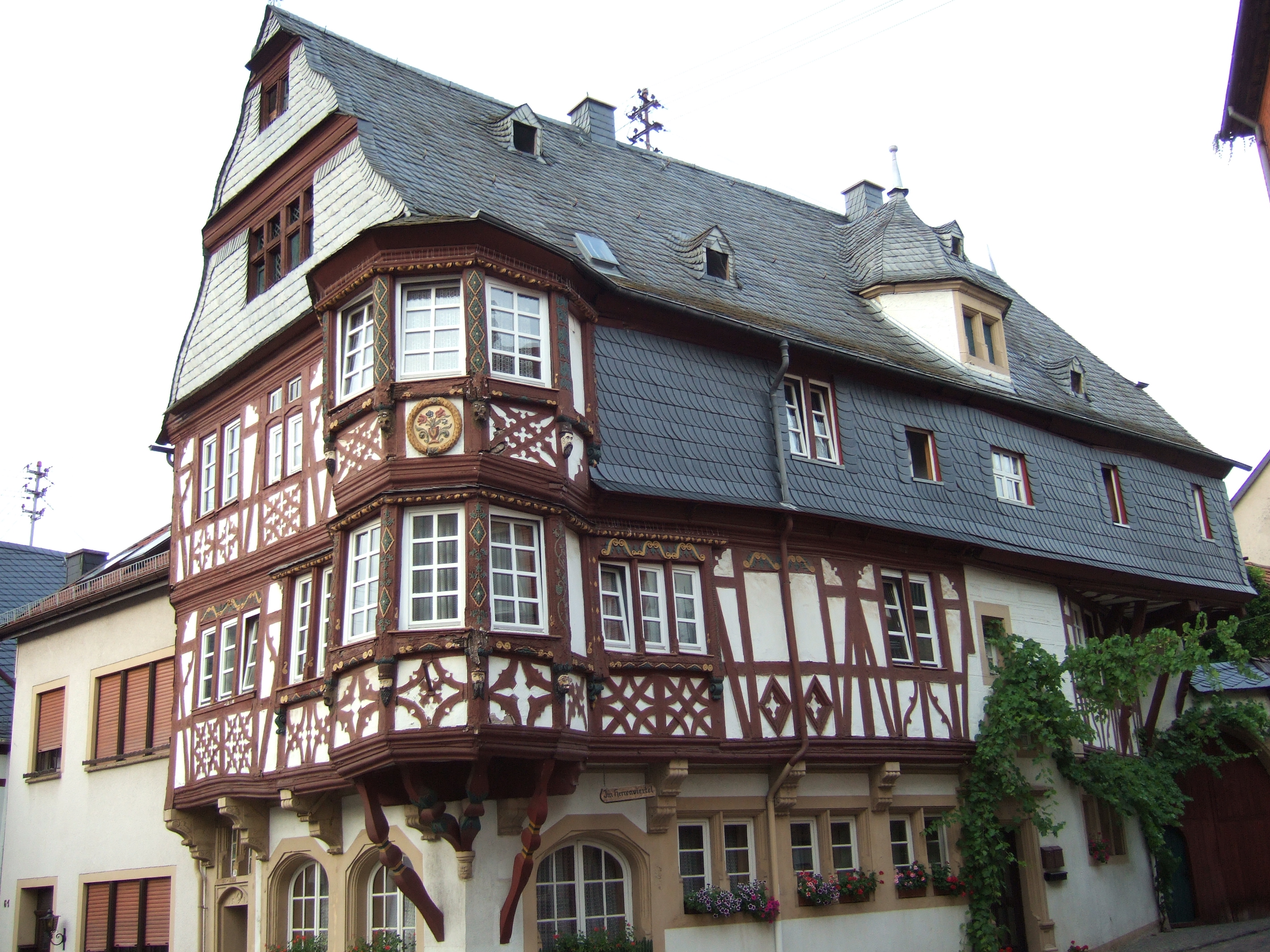
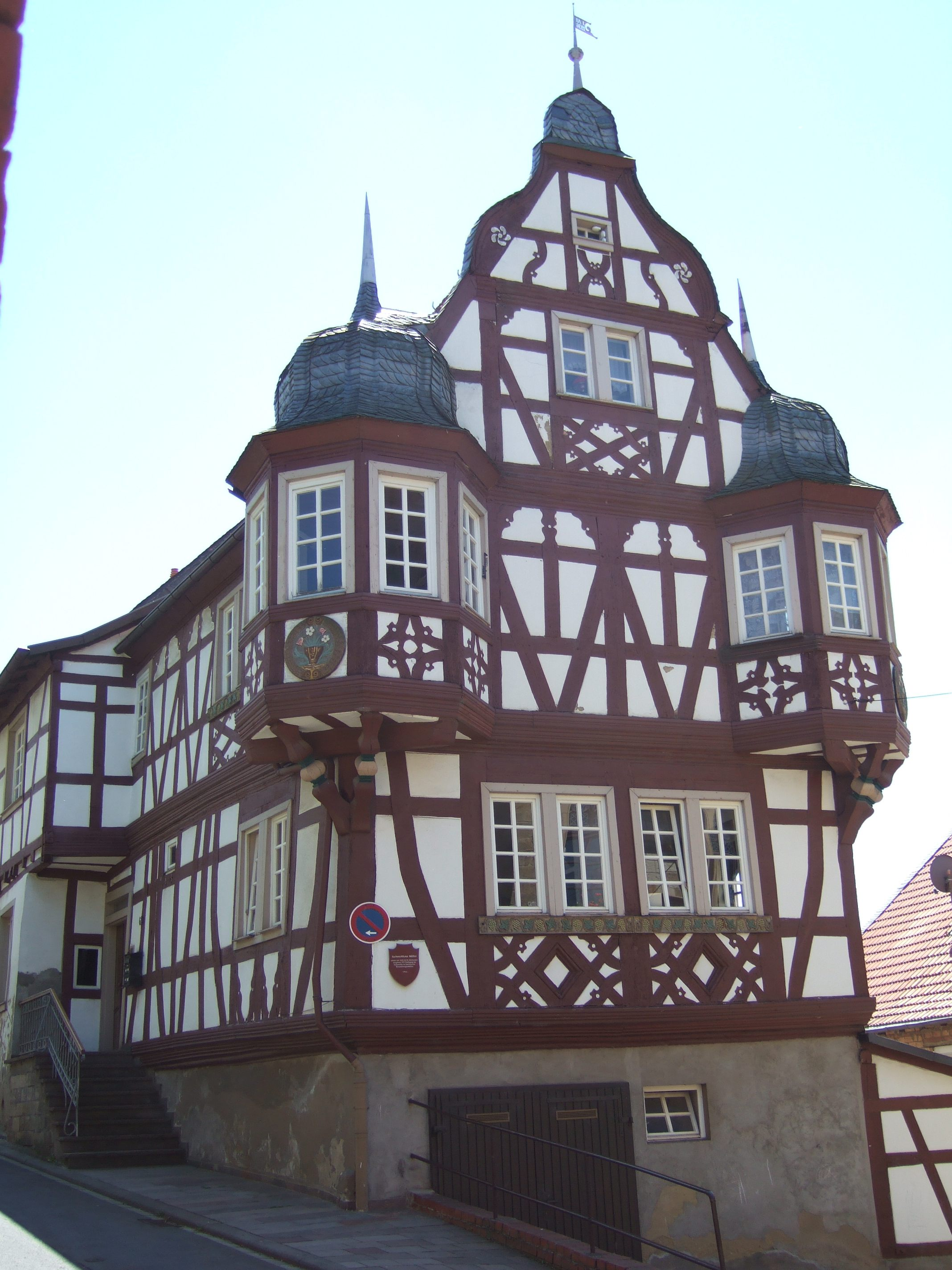
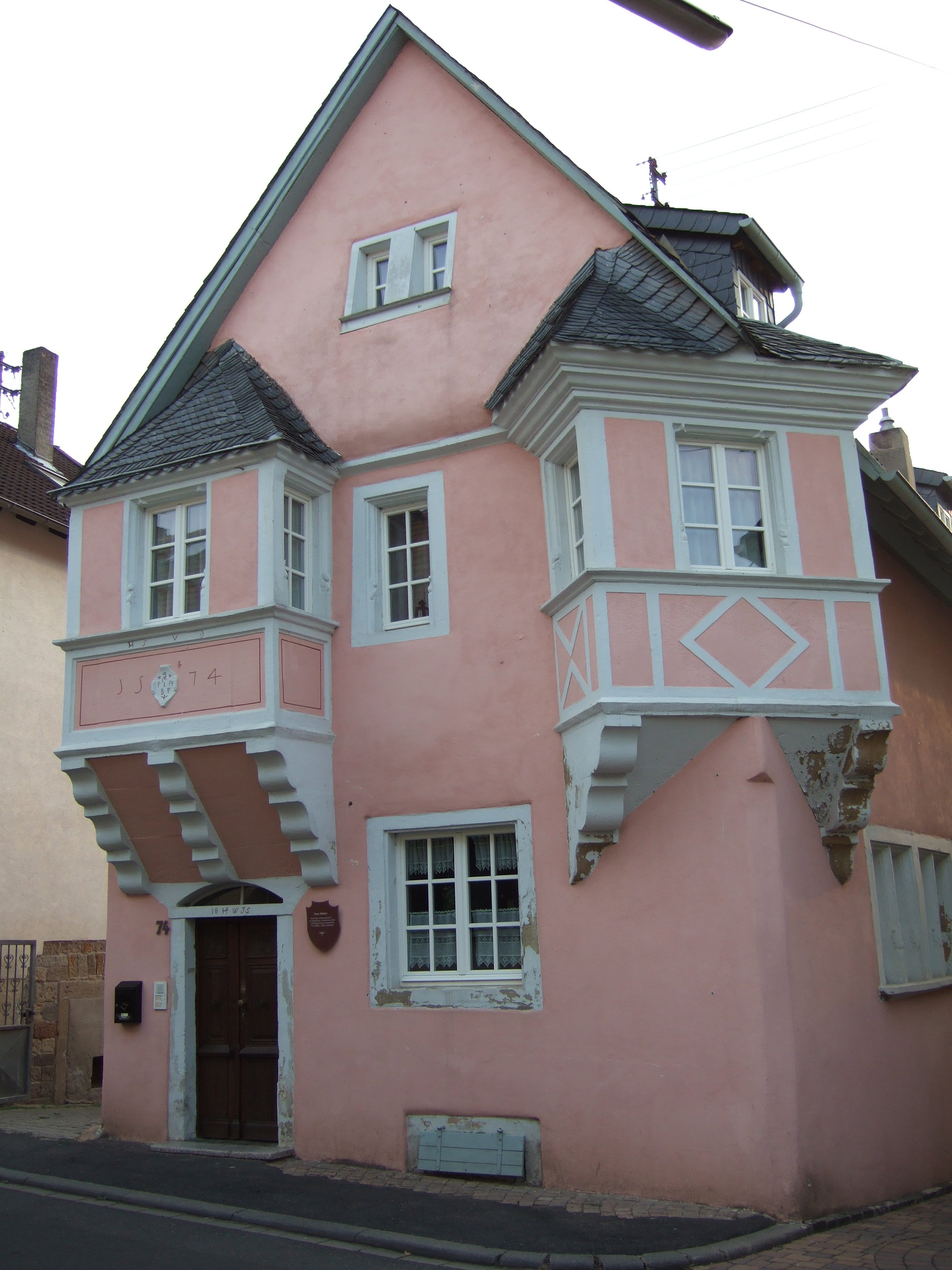